# 7 Korpus Kawalerii (ZSRR)

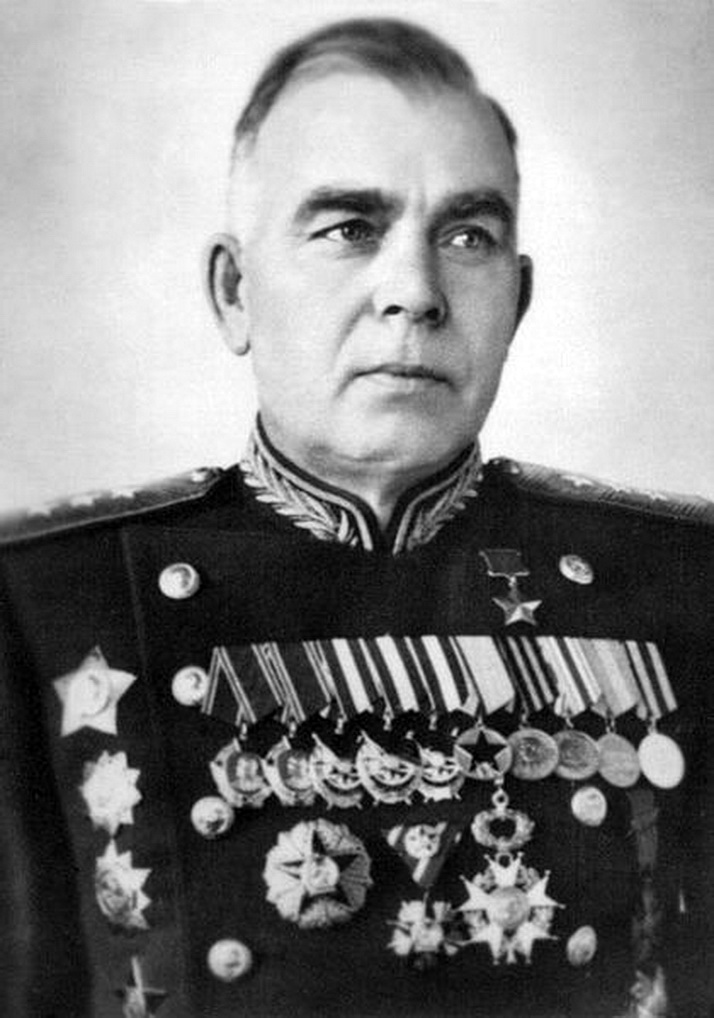
Gen. mjr Iwan Managarow, jeden z dowódców 7 KKaw.

7 Korpus Kawalerii (ros. 7-й кавалерийский корпус) – oddział kawalerii Armii Czerwonej z okresu II Wojny światowej. 
7 Korpus Kawalerii (7 KKaw.) sformowany został 26 grudnia 1941. Brał udział w walkach przeciw armii niemieckiej i armii włoskiej, uczestniczących w agrsji na ZSRR. Wraz z 61 Armią 28 czerwca 1942 został przenisionny z Frontu Briańskiego do Frontu Zachodniego.  Po przełamaniu frontu pod Woroneżem którego dokonała 14 stycznia 1943 3 Armia Pancerna gen. Pawła Rybałki, oddziały 7 KKaw. zdobyły przez zaskoczenie (atakiem nocnym) pierwszą linię obrony wojsk włoskich. 
Rozkazem z 19 stycznia 1943 7 KKaw. przemianowany został na 6 Gwardyjski Korpus Kawalerii.

## Dowództwo korpusu
Dowódcy:
- gen. mjr Borys Pogriebow (26.12.1941 - 27.03.1942)
- gen. mjr Iwan Managarow (28.03.1942 - 27.12.1942)
- gen. mjr Siergiej Sokołow (28.12.1942 - 19.01.1943[1].)

## Struktura organizacyjna
- 29 Dywizja Kawalerii
- 83 Dywizja Kawalerii
- 91 Dywizja Kawalerii oraz pododdziały: 12 Oddzielny Wydział Łączności, 20 Oddzielny Oddział Łączności, 27 Jednostka Łączności Powietrznej, 235 Pralnia i 62 Stacja Poczty Wojskowej

Skład latem 1942:
- 11 Dywizja Kawalerii
- 83 Dywizja Kawalerii[1].